# Там, де гроші
«Там, де гроші» (англ. Where the Money Is) —  кримінальна комедія 2000 року.

## Сюжет
Керол працює медсестрою в будинку для літніх людей, куди привозять з в'язниці Генрі — старого ув'язненого який переніс інсульт. Багато років він грабував банки, але в результаті непорозуміння попався. Керол запідозрила, що старий просто симулює, і вирішила перевірити його зіштовхнувши у воду. Щоб не потонути Генрі довелося викрити себе. Виявилося, що він зімітував інсульт, щоб спробувати втекти. Але без грошей жити на втіках складно. Тоді Керол пропонує пограбувати банк.

## У ролях
| Актор            | Роль         |
| ---------------- | ------------ |
| Пол Ньюман       | Генрі        |
| Лінда Фіорентіно | Керол        |
| Дермот Малруні   | Вейн         |
| Сьюзен Барнс     | місіс Фостер |
| Енн Пітоніак     | місіс Тетлоу |
| Брюс МакВітті    | Карл         |
| Ірма Сент-Пол    | місіс Галер  |
| Мішель Перон     | охорона      |
| Дороті Гордон    | місіс Нортон |
| Рита Такетт      | місіс Вейлер |
| Даян Амос        | Кітті        |
| Доун Форд        | Шеріл        |
| Т.Дж. Кеннеллі   | Фаруелл Велк |